# Quarzkristall-Mikrowaage
Quarzkristall-Mikrowaagen (englisch Quartz Crystal Microbalance, QCM) sind Mikrowaagen, deren Sensor auf einem Schwingquarz basiert. Dabei wird die piezoelektrische Eigenschaft von Quarz genutzt. Die Resonanzfrequenz des Schwingquarzes ist abhängig von der Masse des auf der Oberfläche adsorbierten Materials. Anders als der Name vermuten lässt, werden QCM-basierte Systeme nicht ausschließlich als Waagen oder Mikrowaagen eingesetzt, sondern dienen auch als Sensoren für andere Messgrößen. Die Technik basiert auf Arbeiten des deutschen Physikers Günter Sauerbrey.

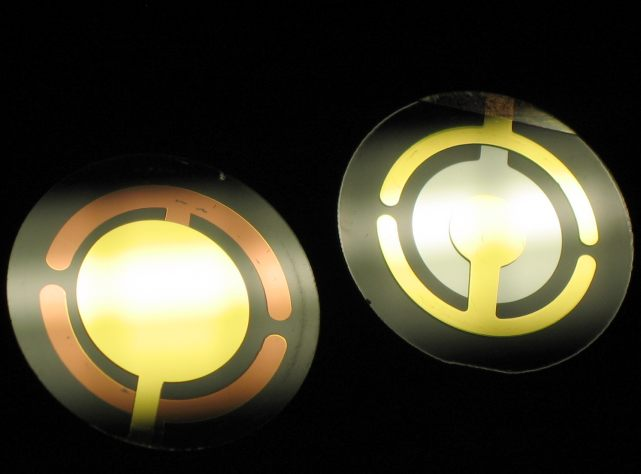
Schwingquarz eines QCM-Feuchtesensors mit Goldelektroden (links: Frontansicht, rechts: Rückansicht)

## Allgemeines
Quarze gehören zur Familie von Kristallen mit piezoelektrischem Effekt. Piezoelektrische Effekte kommen unter anderem bei Anwendungen im Bereich Sensoren, Aktoren, Frequenzerzeugung, Motoren usw. zum Einsatz. Dabei wird eine Beziehung zwischen elektrischer Spannung und mechanischer Verformung des Quarzes genutzt, wodurch sich auch die Eignung als Schwingquarz ableitet. In einer rückgekoppelten Schaltung ist er das sehr exakte frequenzbestimmende Element. Die Schaltung in die der Sensor eingebaut wird (Interface) kann durch eine Oszillatorschaltung, Netzwerkanalyse oder Stoßerregung realisiert werden. Bei Resonanzfrequenzen im 4-bis-6-MHz-Bereich sind Auflösungen bis 1 Hz möglich.
Die Frequenz der Schwingung des Quarzes ist unter anderem von der Dicke des Kristalls abhängig. Im ungestörten Zustand ergibt sich eine Frequenz, die zu der Dicke des Quarzes reziprok ist. Lässt man nun alle anderen äußeren Einflüsse konstant und ändert die Dicke des Quarzes (durch Aufbringen eines Films), korreliert diese Änderung direkt zu einer Veränderung in der Frequenz. Vereinfacht ausgedrückt kann die Frequenzänderung präzise quantifiziert und so zur exakten Massenbestimmung herangezogen werden (Sauerbrey-Gleichung). Die Sauerbrey-Gleichung liefert jedoch nur für den Spezialfall einer dünnen und starren Schicht gute Ergebnisse. Eine ausführlichere Theorie ist das sogenannte "transmission line model".
Wird die Dicke des Quarzes konstant gehalten, so kann die mechanische Eigenfrequenz des Quarzkristalls außerdem durch Temperaturschwankungen, Luftfeuchteschwankungen und Deformation (äußere Kraft/Restspannungen) beeinflusst werden.
Durch die Bestimmung der Masse und der Schwingungsdämpfung mit QCM-Sensoren, lassen sich andere interessierende Größen berechnen, beispielsweise für Anwendungen der Biophysik (Adsorption von Vesikeln), zur Feuchtemessung, zur Filmdickenbestimmung, zur Untersuchung des Phasengrenzbereiches fest/flüssig, zur Sublimationsenthalpie und zur Viskositätsbestimmung.

## Materialien
Das bei Weitem wichtigste Material für QCMs ist kristalliner α-Quarz, meist im AT- oder BT-Schnitt. Alternative Materialien für spezielle Anwendungen, beispielsweise für höhere Temperaturen, sind Langasit (La3Ga5SiO14, LGS) und Galliumorthophosphat (GaPO4). Allgemein werden auch Messsysteme mit alternativen Materialien als QCM bezeichnet.

## Feuchtemessung mit einer Quarzkristall-Mikrowaage
Zur Feuchtemessung wird Gas über einen hygroskopisch beschichteten Quarzoszillator geleitet, wodurch sich dessen Frequenz ändert. Im Einzelnen: zuerst wird für einige Zeit das Messgas über den Sensor geleitet, wodurch in der hygroskopisch aktiven Schicht ein Gleichgewicht zwischen Adsorption und Desorption der Feuchte einstellt, die im Equilibrium adsorbierte Feuchtemenge ist proportional zum Feuchtegehalt. Ebenfalls proportional zur adsorbierten Feuchtemenge ist die Frequenzänderung des Schwingquarzes. Diese Frequenzänderung wird bestimmt und durch eine Messelektronik/Mikrocontroller in Feuchtewerte umgerechnet. Schnelligkeit, eine besondere Sensitivität auf Wasserdampf und eine hohe Auflösung bis hin zum Spurenbereich sind für QCM-Feuchtesensoren typisch.